# Chrysosplenium trichospermum
Chrysosplenium trichospermum är en stenbräckeväxtart som beskrevs av Michael Pakenham Edgeworth, Joseph Dalton Hooker och Thoms.. Chrysosplenium trichospermum ingår i släktet gullpudror, och familjen stenbräckeväxter. Inga underarter finns listade i Catalogue of Life.